# Танаку
Танаку (рум. Tanacu) — село у повіті Васлуй в Румунії. Адміністративний центр комуни Танаку.
Село розташоване на відстані 282 км на північний схід від Бухареста, 8 км на північний схід від Васлуя, 55 км на південь від Ясс, 140 км на північ від Галаца.

## Населення
За даними перепису населення 2002 року у селі проживали 1937 осіб, усі — румуни. Усі жителі села рідною мовою назвали румунську.